# Tijoretsk
Tijoretsk (del ruso: Тихоре́цк) es una ciudad, centro administrativo del raión de Tijoretsk (al que no pertenece) del krai de Krasnodar. Está situada en las llanuras de Kubán-Priazov, en la cabecera de los arroyos Kozlova y Voniuchaya, 127 km al nordeste de Krasnodar, la capital del krai. Tenía 61 823 habitantes en 2010.
Es cabeza del municipio Tijorétskoye, al que pertenecen asimismo Kamenni y Tijonki.

## Historia
La localidad fue fundada alrededor de la estación Tijorétskaya del ferrocarril del Cáucaso Norte en 1895 como el jútor Tijoretski. La estación y la localidad fueron denominadas así en referencia a Fastovetskaya, que hasta 1930 era conocida como la stanitsa Tijorétskaya. En 1899 se construyó en la localidad un taller para el mantenimiento de las locomotoras. El 1 de marzo de 1926 recibe el estatus de ciudad y es designada centro administrativo de un raión.
El 21 de agosto de 1961 fue elevada a la categoría de ciudad de subordinación directa al krai.

## Demografía
Censos (*) o estimaciones de población:
| 1897*  | 1939*  | 1959*  | 1962   | 1970*  |
| ------ | ------ | ------ | ------ | ------ |
| 5 100  | 37 000 | 49 700 | 53 000 | 60 141 |
| 1979*  | 1989*  | 1996   | 2002*  | 2010   |
| 63 800 | 67 100 | 70 300 | 65 002 | 62 248 |

## Clima
La temperatura media anual es de 10.9 °C, la humedad relativa del aire es del 70.7 % y una velocidad del aire de 2.3 m/s.
| Ene  | Feb  | Mar  | Abr  | May  | Jun  | Anual |
| ---- | ---- | ---- | ---- | ---- | ---- | ----- |
| -1.3 | -1.3 | 3.9  | 11.7 | 16.9 | 20.5 | 10.9  |
| Jul  | Ago  | Sep  | Oct  | Nov  | Dic  |       |
| 23.5 | 23.0 | 17,7 | 11   | 4.2  | -0.2 |       |

## Cultura y lugares de interés
- Iglesia Sviato-Uspenski (1910).
- Edificio de la estación de ferrocarril (1886).
- El edificio público de reuniones (1902).
- Museo de historia
- Iglesia Kseni Petersburzhkói.

## Economía  y transporte

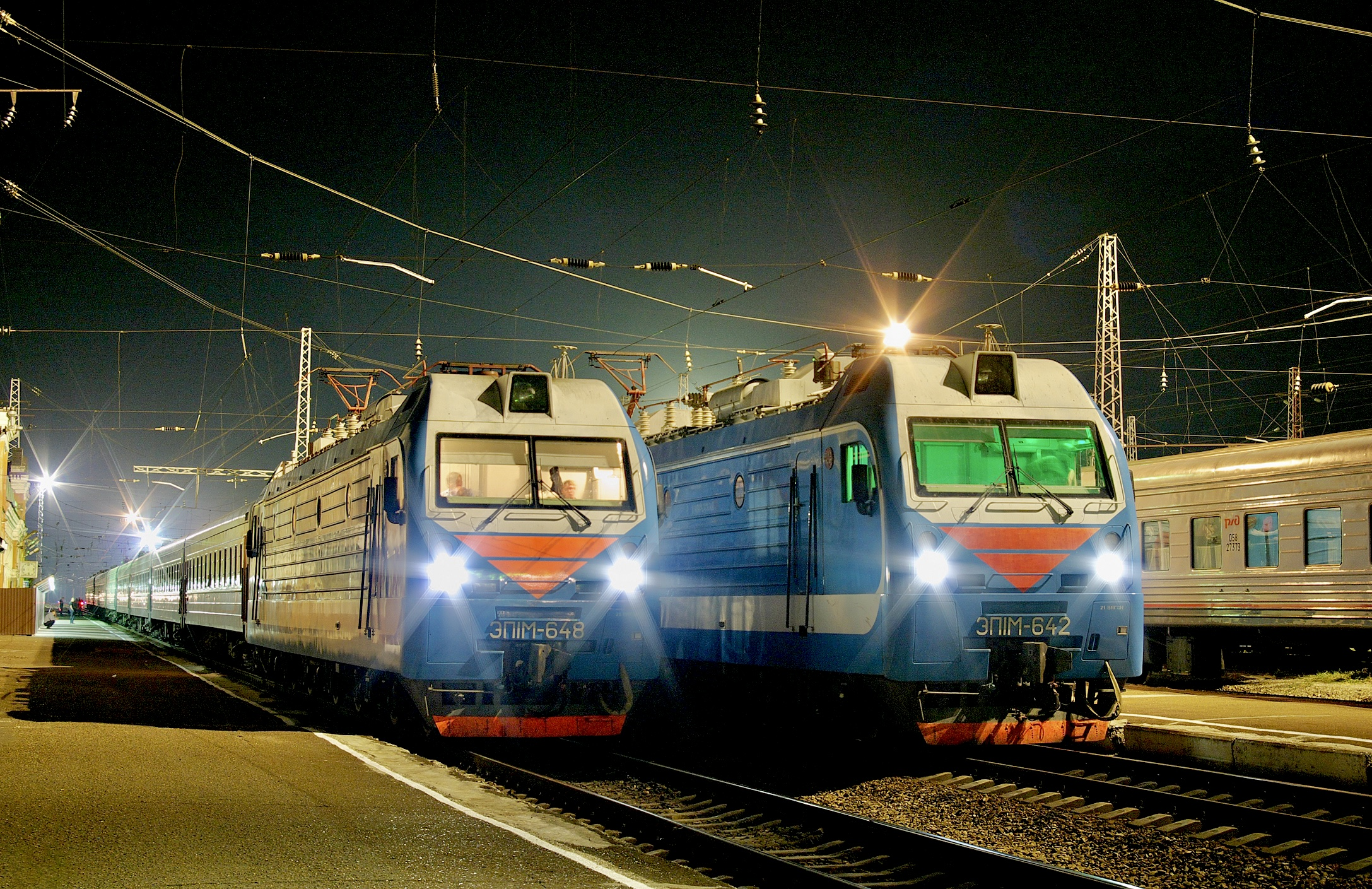
Estación de ferrocarril Tijorétskaya.

Las principales actividades económicas de la localidad son el mantenimiento ferroviario y la fabricación de maquinaria ferroviaria (fábrica Tijoretski mashinostrotelni zavod im. Vorovskogo V. V.), el petrolífero (estación del oleoducto Mozdok-Rostov del Don hacia los terminales de Tuapsé y Novorosíisk), la industria alimentaria, la industria textil y la producción de materiales para la construcción.
Por la localidad pasa la carretera federal M29 Cáucaso.
Cuenta con una estación (Tijorétskaya) en las líneas de ferrocarril Rostov del Don-Bakú y Volgogrado-Novorosíisk.

## Personalidades
- Dmitri Kozlov (1919-2009), ingeniero aeroespacial soviético ruso.
- Arkadi Pérvenets (1905-1981), escritor soviético ruso.